# 小池倫太郎
小池 倫太郎（こいけ りんたろう）は、日本の漫画原作者。
有限会社テレスコープの代表取締役を務める。
漫画『ふらせら』第2巻で、「私は硫黄島の硫黄島海上自衛隊基地でアメリカ兵のためにごはんを作っていた。」とある。

## 漫画作品の原作
- 『ふらせら』、メディアワークス〈電撃コミックス〉全2巻（『月刊電撃コミックガオ!』2003年5月号 - 2004年8月号） - 作画：なかねかつを
- 『百目の騎士』、メディアワークス→アスキー・メディアワークス〈電撃コミックス〉全2巻（『月刊電撃コミックガオ!』2006年11月号 - 2008年4月号） - 作画：村崎久都
- 『ブラック・ジョーク』、秋田書店〈ヤングチャンピオンコミックス〉既刊10巻（『ヤングチャンピオン』2008年No.5 - 連載中） - 作画：田口雅之
- 『黒薔薇のサブロ』、未単行本化（『YOMBAN』2009年6月15日 - 2010年1月15日） - 作画：内藤隆
- 『ちゃりこちんぷい』、未単行本化（『スーパージャンプ』2011年11号 - 連載中） - 作画：玉置勉強

## ビジュアルノベル
- 『ねこのさかうえ』、フレックスコミックス〈フレックスコミックス〉全1巻（『マジキュー』Vol.24 - Vol.36） - 絵：濱元隆輔